# Octavio Broggio
Antonio Octavio Broggio (auch: Ottavio Broggio, auch: Octavian Broggio; tschechisch: Oktavián Broggio) (* 2. Januar 1670 in Tschischkowitz bei Leitmeritz; † 24. Juli 1742 ebenda) war ein bedeutender böhmischer Architekt und Baumeister des Hochbarocks.

## Leben

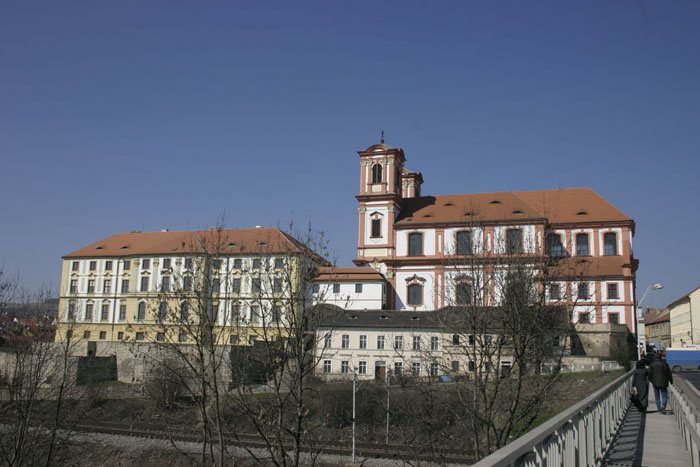
Jesuitenkolleg mit Marienkirche in Leitmeritz

Octavio war der Sohn des aus Misox zugewanderten Leitmeritzer Baumeisters und Architekten Giulio Broggio. Er besuchte das Leitmeritzer Gymnasium, anschließend machte er eine Lehre bei seinem Vater. 1694 erlangte er das Bürgerrecht der Stadt Leitmeritz, wo er von 1718 bis 1732 Ratsherr und Zunftältester der Maurer war. In dieser Funktion hat er auch die tschechische Fassung der Zunftordnung ins Deutsche übersetzt. In der Nachfolge seines Vaters wurde er Stadt- und Diözesanbaumeister von Leitmeritz. 
Octavio arbeitete zunächst an verschiedenen Objekten seines Vaters mit. Nach dessen Tod wurde er selbständig und als ein bedeutender Baumeister des Hochbarock bekannt. Er war überwiegend in Nordböhmen tätig.

## Werke in Leitmeritz
- Marienkirche (1689–1731, gemeinsam mit Giulio Broggio);
- Wenzelskirche (Kostel sv. Václava) (1714–1716)
- Allerheiligen-Kirche (Kostel Všech svatých) Barockisierung (1704–1731, gemeinsam mit Giulio Broggio)
- Sankt-Jakobs-Klosterkirche (Kostel sv. Jakuba) (1730–1740)
- Bischöfliches Konsistorium (1735)

## Werke in anderen Orten

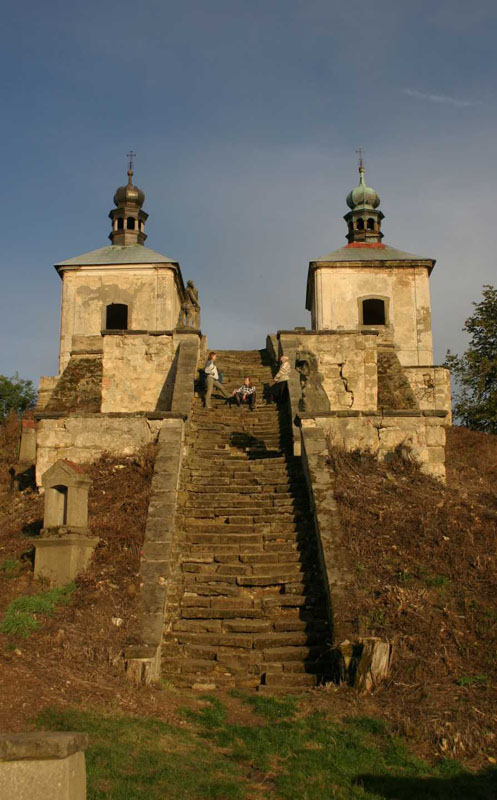
Kapellenberg bei Auscha

- Aussig: Umbau der St.-Adalbert-Kirche (1731)
- Dux: Hospital (wegen Braunkohleabbau nicht mehr erhalten)
- Großmergthal: Pfarrkirche der hl. Maria Magdalena
- Mariaschein: Barockisierung der Wallfahrtskirche (1701–08, gemeinsam mit Giulio Broggio)
- Kloster Osek: Barockisierung der Klosterkirche Mariä Himmelfahrt (1712–18); Barockisierung und Vergrößerung der Konventsgebäude (1710–20); Pfarrkirche St. Peter und Paul (1714)
- Ploschkowitz: Barockschloss
- Raudnitz: Barockisierung der Augustiner-Klosterkirche (1725–34); St.-Wilhelms-Kapelle (1726)
- Auscha (Úštěk): Pfarrhaus (1722)
- Auscha (Úštěk): Barockkapellen auf dem Neuländer Kapellenberg, 1703 und 1707
- Welemin (Velemín): Pfarrkirche
- Rohatetz: Allerheiligen-Kirche, 1744 nach Broggios Plänen errichtet
- Liboteinitz: Barockisierung der Kirche St. Katharina von Alexandrien (1702–1703)
- Triebsch: Umbau des Herrenhauses in ein Barockschloss, Schloss Třebušín, (1710)